# Przebudzone sumienie
Przebudzone sumienie (The Awakening Conscience) – obraz czołowego angielskiego prerafaelity Williama Holmana Hunta z 1854 roku, znajdujący się w zbiorach londyńskiej Tate Gallery.

## Tło powstania
Około 1853 r. wśród prerafaelitów zaczęła wzbudzać zainteresowanie tematyka współczesna krążąca wokół społecznej kwestii „upadłej kobiety”. Miało to bezpośredni związek z plagą socjalną, jaką była w Anglii prostytucja, oraz z parlamentarnymi dyskusjami dotyczącymi praw kobiet. Problemy te znajdowały wyraz zarówno w utworach literackich, jak i w rzeczowych publikacjach (np. w obszernym studium H. Mayhew London Labour and the London Poor, 1851). Konkretną inspirację dla obrazu Hunta miały stanowić zdarzenia opisane w Dawidzie Copperfieldzie Dickensa (poszukiwania Emilki przez Klarę Peggotty). Ostatecznie malarz przedstawił w nim chwilę, gdy „stłumiony głos dociera do ludzkiej duszy w zgiełkliwym życiu”. Obraz powstały w latach 1853-54, był wielokrotnie przemalowywany.
Do postaci kobiecej pozowała znana wśród modelek prerafaelitów Annie Miller; do postaci mężczyzny być może związany z Bractwem malarz Thomas Seddon.

## Opis
Scena przedstawia moment uchwycony w szykownie urządzonym pokoju (garsonierze), z leżącym na podłodze dywanem, wzorzystą dekoracją ścian i stojącym pod ścianą otwartym pianinem. Przed nim znajduje się niski fotel, w którym swobodnie rozparty mężczyzna usiłuje pochwycić unoszącą mu się z kolan kobietę. U jego boku znajduje się gerydon, pod którym kot czai się na ulatującego mu ptaszka. Na pianinie widoczne są nuty otwarte na pieśni Thomasa Moore’a „Oft in the stilly night”, wyżej niewielki zegar gabinetowy w szklanej osłonie i wazonik z kwiatami; rozpakowany zwitek nut leży też na dywanie, nieco dalej porzucona rękawiczka i luźne sznury koralików. Duże naścienne lustro odbija parę od tyłu i przez otwarte na oścież okno ukazuje fragment rzeczywistości spoza tej sceny: rozświetloną słońcem przyrodę ogrodu w pełnym rozkwicie.
Płótno nie tworzy typowego prostokąta, u góry zamknięte jest półkolem imitującym łuk w architekturze wnętrza. W obu wolnych górnych narożnikach umieszczono odręczne notatki roboczo-techniczne.

## Symbolika i interpretacja
Obraz jest pierwowzorem typowych dla epoki wiktoriańskiej, moralizatorskich dzieł Hunta: uchwycony na nim moment opamiętania się młodej kurtyzany ma symbolizować możliwość odkupienia. Sportretowany mężczyzna przedstawia sobą typ młodego, zamożnego utracjusza. Przeładowane wyposażeniem i z wyglądu zbytkowne pomieszczenie wyraźnie nie wskazuje na rodzinny dom wiktoriański; jasna kolorystyka, niezużyty dywan i dawne, odnowione meble wskazują raczej na nowo wyposażony pokój dla kochanki. Dodatkowo, dla uniknięcia skojarzenia, że mogłoby tu chodzić o parę małżeńską, na ręce kobiety brak obrączki, choć wszystkie pozostałe jej palce ozdobione są pierścionkami (inspirację artysta miał czerpać z utworów W. Hogartha i Ch. Dickensa). Natomiast zrzucona damska rękawiczka i cylinder mężczyzny niedbale porzucony na stole, nasuwają myśl o nagłej scenie podczas przelotnej randki. 

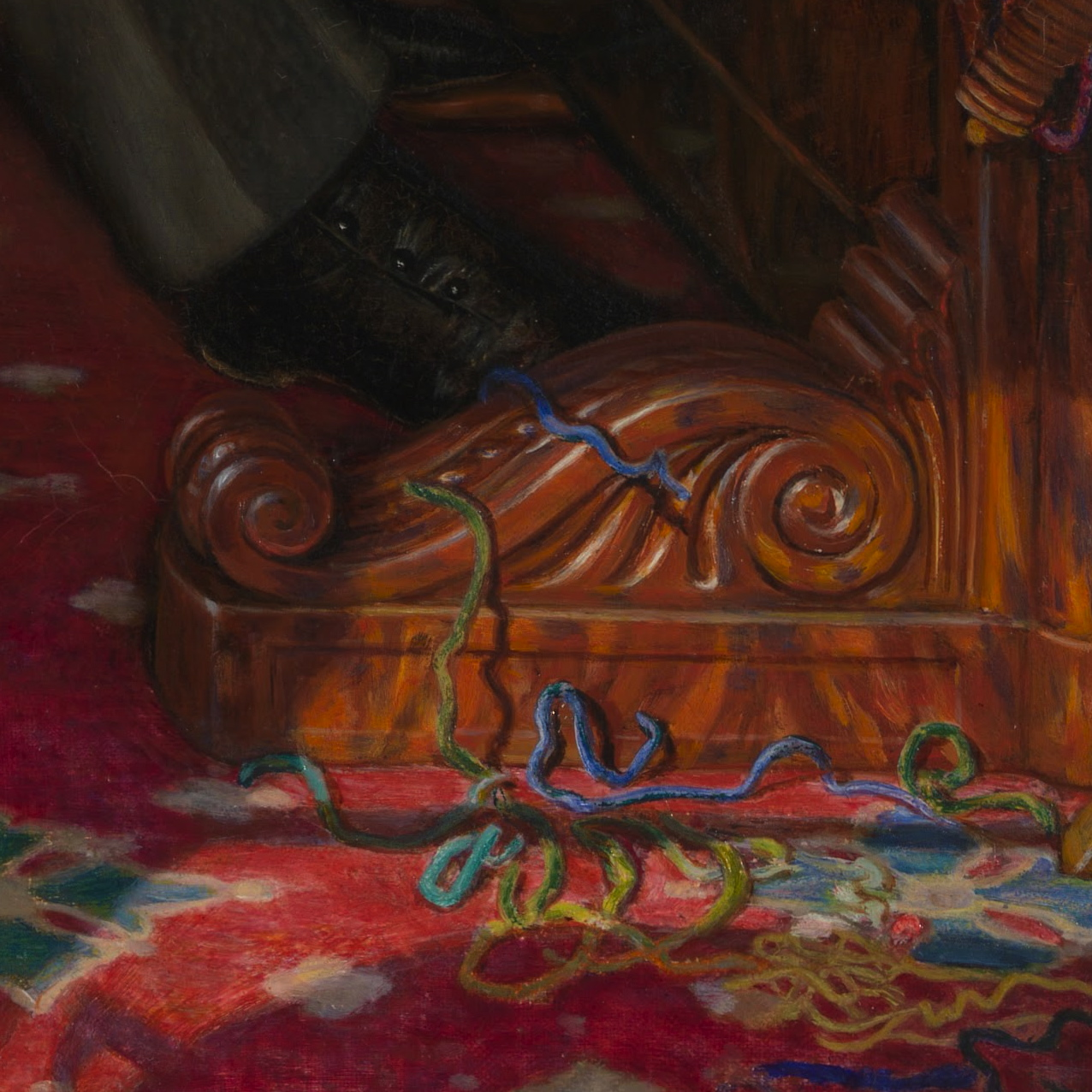

Nie brak też innych symbolicznych i aluzyjnych szczegółów. Rozproszone w pokoju obiekty mają sugerować obecny status i marnowane życie dziewczyny: zegar ukryty pod kloszem, niedokończona makata przy pianinie, rozwiązane koraliki na podłodze i leżące opodal nuty do sentymentalnego poematu Tennysona, a przy tym – reprodukcja religijnego obrazu na ścianie. Fragment z kotem zamierzającym schwytać umykającego ptaszka alegorycznie ma podpowiadać nie tylko znaczenie całej rozgrywającej się sceny, lecz i nasuwać myśl o większej winie uwodziciela niż dziewczyny, będącej zapewne ofiarą ubóstwa. Poniewierające się sznury korali i ciśnięta jako niepotrzebna rękawiczka – to wymowne symbole utraconej czci i smutnej przyszłości młodej kobiety.
Obraz, który w planie twórczym Hunta miał stanowić przeciwstawienie wcześniejszej Światłości świata, miał być także (podobnie jak tamten) odczytywany poprzez alegorie jak rebus. Dodatkowo zwraca uwagę, że w kontekście religijnym zawarto w nim liczne symbole vanitas (marności życia doczesnego): zegar, kwiaty w wazonie, lustro, odniesienia do muzyki (nuty, pianino). Towarzyszy im również dyskretna symbolika nadziei znana z chrześcijaństwa (bujna zieleń za oknem czy motyw winorośli na tapecie będącej tłem dla głowy kobiety), a ciśniętej rękawiczce nadano też być może znaczenie rzuconego wyzwania.